# Belgodère
 Belgodère  là một xã ở tỉnh Haute-Corse trên đảo Corse, Pháp. Xã này có diện tích 13,01 km², dân số năm 1999 là 371 người. Khu vực này có độ cao 310 mét trên mực nước biển.